# Jerzy Ossoliński

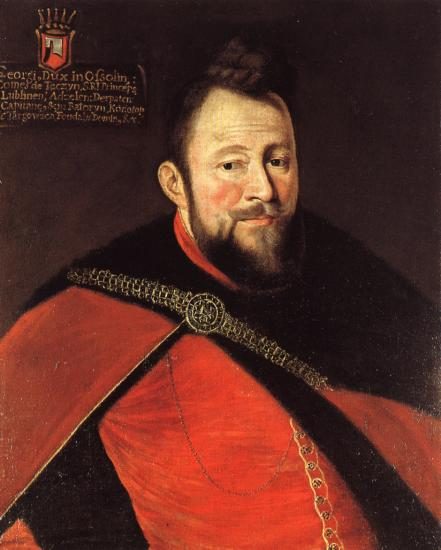
Jerzy Ossoliński, Gemälde von Bartholomäus Strobel, zwischen 1638 und 1647

Jerzy Ossoliński (* 15. Dezember 1595 in Sandomierz; † 9. August 1650 in Warschau, eingedeutscht auch „Georg Ossolinski“) war ein Szlachta (Adliger) und Staatsmann aus Polen-Litauen. Als einer der herausragenden Diplomaten seiner Zeit erlangte er internationale Bedeutung.

## Jugend und Tätigkeit unter Sigismund III. (1595–1632)
Jerzy Ossolińskis Ausbildung begann am Jesuitenkolleg in Pułtusk, wo er seine Lehrer mit seinen Fähigkeiten beeindruckte. Anschließend bereiste er acht Jahre lang verschiedene europäische Universitäten, studierte an der 1585 gegründeten Universität Graz sowie in England, Frankreich und Italien. Am Polnisch-Russischen Krieg nahm er seit 1617 bis zum Waffenstillstand 1618 an mehreren Feldzügen teil. Für König Sigismund III. Wasa führte er in der darauf folgenden Zeit sehr erfolgreich eine Reihe von diplomatischen Missionen durch. 1621 reiste er als Gesandter nach England, um König Jakob I. als Vermittler zwischen Polen-Litauen und Schweden zu gewinnen. 1629 nahm er an den Konferenzen von Altmark teil, bei denen der Vertrag von Altmark geschlossen wurde, der einen sechsjährigen Waffenstillstand zwischen Schweden und Polen-Litauen beinhaltete. 1630 wurde er Großschatzmeister (Finanzminister) der polnischen Krone. 1632, beim Tode Sigismund III., setzte Ossoliński sich für die Einsetzung Władysław IV. Wasas zum neuen König von Polen und Großfürsten von Litauen ein. Unter diesem war Ossoliński maßgeblich an der Gestaltung der polnischen Außenpolitik beteiligt.

## Außenpolitik unter Władysław IV. (1633–1647)

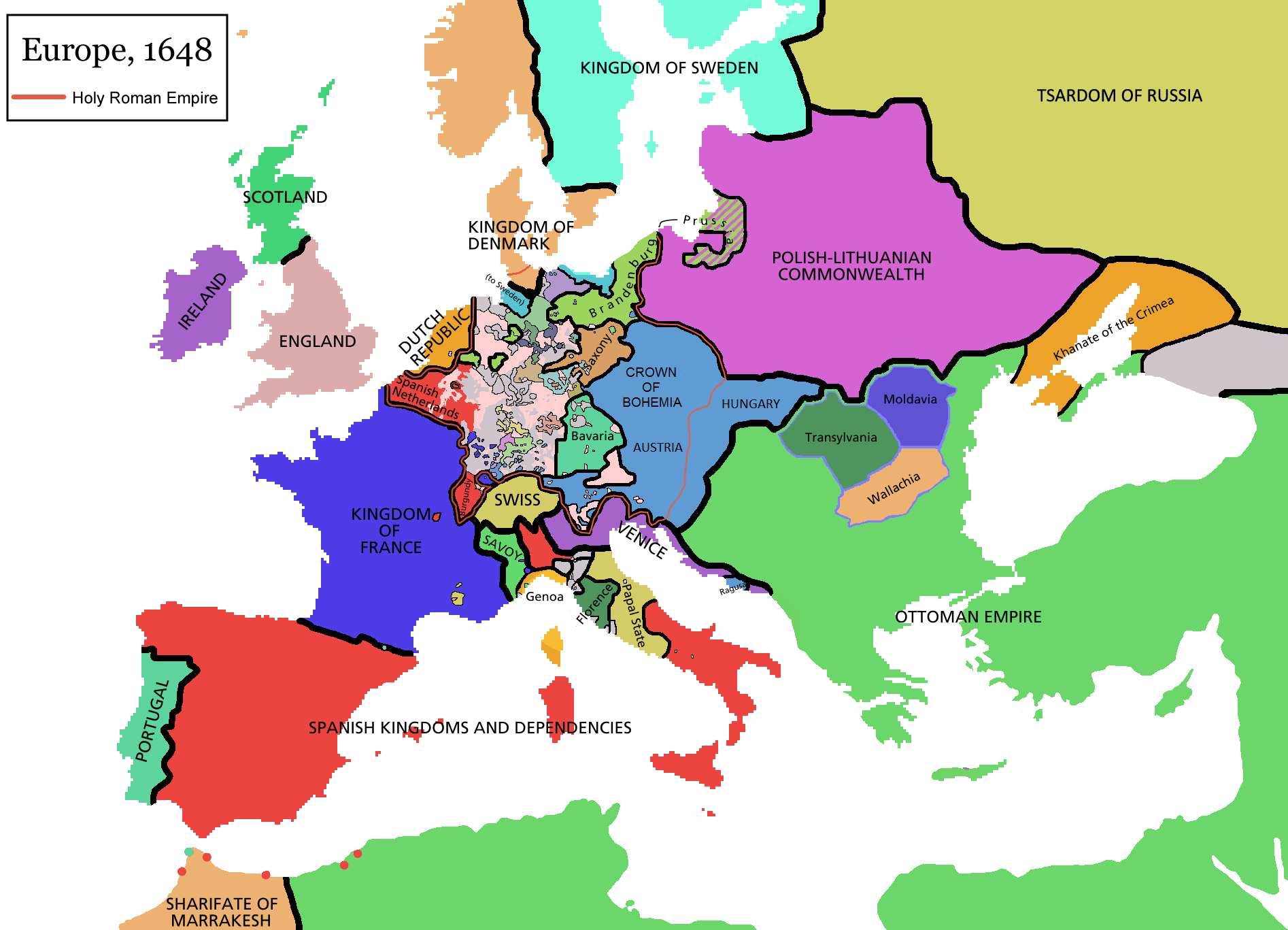
Polen (rotviolett) in Europa, 1648

1633 reiste er nach Rom, wo er von Papst Urban VIII. zum Fürsten von Ossolin ernannt wurde. 1634 kam er in diplomatischer Mission nach Wien und wurde dort von Ferdinand II. zum Reichsfürsten des Heiligen Römischen Reiches ernannt. 1635 reiste er als polnischer Kriegsgouverneur nach Preußen, wo er den Vertrag von Stuhmsdorf zwischen Polen und Schweden unterzeichnete, in dem Schweden sich verpflichtete, seine Eroberungen im Königlichen Preußen zu Gunsten Polen-Litauens aufzugeben. Im gleichen Jahr gründete er den Ritterorden der Unbefleckten Empfängnis, dessen Statuten er von seinem Papstbesuch mitgebracht hatte. Dieser kurzlebige, streng katholische Orden wurde von den überwiegend protestantischen Adligen Preußens und Litauens entschieden abgelehnt.
1636 besuchte er den deutschen Reichstag in Regensburg, wo er die Wahl Ferdinands III. zum deutsch-römischen Kaiser unterstützte. Am Rande des Reichstags schloss er den Ehevertrag zwischen Władysław IV. und der Erzherzogin Cäcilia Renata von Österreich ab. 1638 wurde der Orden der Unbefleckten Empfängnis vom Sejm aufgelöst und Ossoliński das Tragen des nicht-polnischen Titels „Fürst“ untersagt.
Nach seiner Rückkehr wurde er mit dem Rang des Woiwoden von Krakau ausgezeichnet, 1639 folgte die Ernennung zum Vizekanzler des polnisch-litauischen Reiches und 1643 schließlich die Erhebung zum Krongroßkanzler.
1641 reiste Ossoliński erneut nach Rom, um die Pläne des polnischen Königs für seine Außenpolitik mit dem Papst abzusprechen. 1642 gelang ihm das Aushandeln der Bewilligung einer „Belohnung“ durch den Sejm an den König, die dessen im Lauf des Russisch-Polnischen Kriegs 1632–1634 angesammelten Schulden ausgleichen konnte. 1645 leitete er in königlichem Auftrag in Thorn das Thorner Religionsgespräch (Colloquium Charitativum), in dem ergebnislos versucht wurde, die Differenzen zwischen Katholiken und Protestanten abzubauen. Im gleichen Jahr wurde er zum Krongroßfeldherrn ernannt. 1646 reiste er möglicherweise zu Verhandlungen mit den Kosaken in die Ukraine. 1647 war er bei der Gründung der ersten polnischen Post beteiligt.

## Arbeit unter Johann II. und Tod (1648–1650)
Nach dem Tode Władysław IV., 1648, setzte Ossoliński die Wahl dessen Halbbruders Johann II. Kasimirs zum polnischen König durch. 1649 trug er wesentlich zum Friedensvertrag von Zborów mit den aufständischen Kosaken unter Bohdan Chmelnyzkyj bei.
Im August 1650 starb er im Alter von 54 Jahren. Seine Staatsreden (Orationes) wurden von Georg Forster 1640 in Danzig verlegt.